# 볼네스시

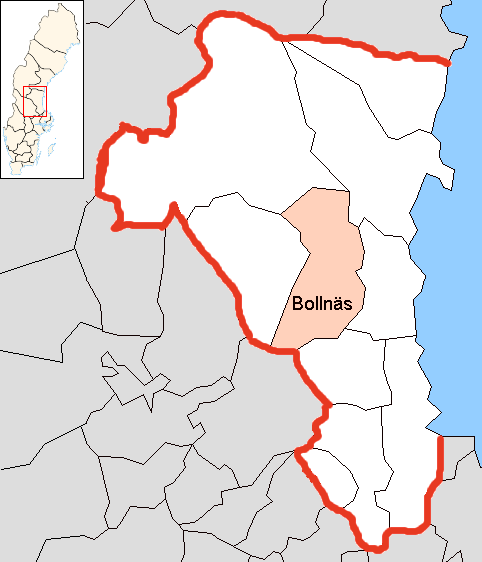
볼네스 시의 위치

볼네스시(스웨덴어: Bollnäs kommun)는 스웨덴 예블레보리주에 위치한 지방 자치체로 행정 중심지는 볼네스이며 면적은 1,976.7km2, 인구는 26,929명(2016년 12월 31일 기준), 인구 밀도는 14명/km2이다.

시 문장